# Interrail

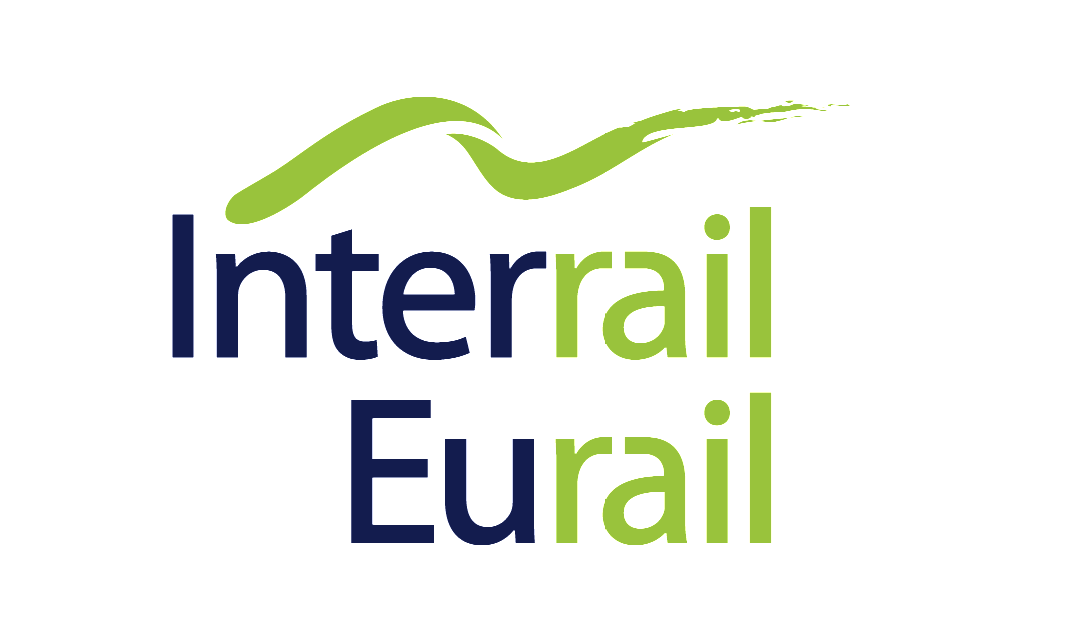
Interrail.

El Interrail es un billete o pase disponible a los ciudadanos residentes en Europa que permite viajar en tren durante un periodo específico (hasta un mes) en un gran número de países de Europa. El pase original se denomina ahora Interrail Global Pass, mientras el Interrail One Country Pass permite viajar en un solo país. En ambos casos, se excluyen los viajes en tren en el país de residencia. Las personas no residentes de Europa pueden viajar con el pase Eurail.
Fue creado en 1972 en el 50.º aniversario de la Unión Internacional de Ferrocarriles. Fue concebido como un billete de tren para que los jóvenes de hasta 21 años pudiesen viajar libremente en 2ª clase durante un período de hasta un mes por los países europeos que formasen parte de la Comunidad del InterRail, ofreciendo junto al pase múltiples descuentos, especialmente en ferris facilitando el transporte de viajeros entre países separados por el mar. Con el paso del tiempo, se ha ido ampliando la edad permitida de los viajeros, hasta llegar a suprimirse el límite de edad. También el número de países participantes ha ido aumentando con el paso de los años, sumando 30 en la actualidad. El billete Interrail es solo para los residentes europeos. 

## Modalidades de billete

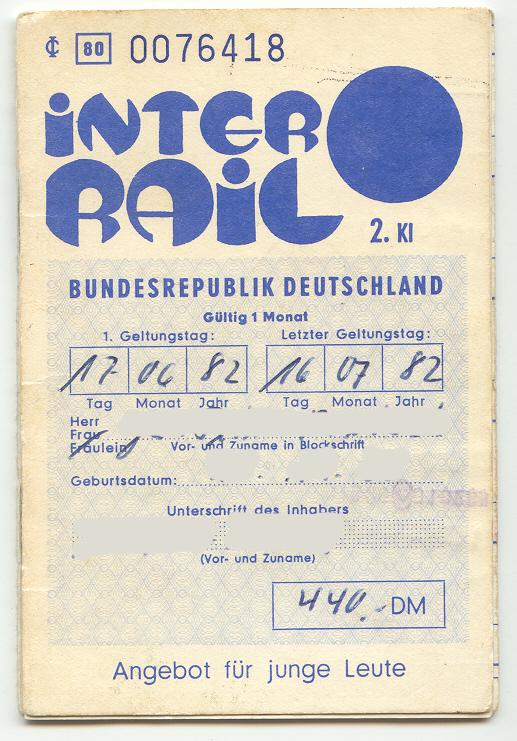
Billete de InterRail de 1982

A partir del 1 de abril de 2007 entró en vigor un nuevo tipo de billete de InterRail en el que desaparecen las zonas como antes eran conocidas. Algunos países ya no forman parte del Interrail, como Marruecos (antigua zona f) o Albania.
Nuevos tipos de billete:
- InterRail Global 5 días (flexible en un periodo de 15 días)
- InterRail Global 7 días (flexible en un periodo de 1 mes)
- InterRail Global 10 días (flexible en un periodo de 1 mes)
- InterRail Global 15 días (flexible en un periodo de 1 mes)
- InterRail Global 15 días (seguidos)
- InterRail Global 22 días (seguidos)
- InterRail Global 1 mes (seguido)

El billete no es válido en el país de residencia, aunque ofrece un descuento del 35 % para llegar a la frontera.
Hay distintas tarifas según la edad: (menores de 26 / mayores de 26, 2.ª clase / mayores de 26, 1.ª clase). También existen tarifas para niños y para mayores de 60 años de edad (senior). Los países que constituyen la oferta global son: Francia, Alemania, Gran Bretaña, Suecia, Noruega, Austria, Bélgica, Holanda, Luxemburgo, Finlandia, Grecia, Irlanda, Italia, España, Suiza, Croacia, Dinamarca, Hungría, Polonia, Portugal, Rumanía, Bulgaria, República Checa, Macedonia del Norte, Serbia, Eslovaquia, Eslovenia, Turquía y Bosnia.

### Interrail Global Pass
| Duración            | Menores 26 | Mayores 26, 2.ª clase | Mayores 26, 1.ª clase |
| ------------------- | ---------- | --------------------- | --------------------- |
| 5 días (en 15 días) | 200 €      | 264 €                 | 413 €                 |
| 7 días (en 1 mes)   | 256 €      | 315 €                 | 491 €                 |
| 10 días (en 1 mes)  | 292 €      | 374 €                 | 588 €                 |
| 15 días (en 1 mes)  | 361 €      | 463 €                 | 723 €                 |
| 15 días (seguidos)  | 338 €      | 414 €                 | 650 €                 |
| 22 días (seguidos)  | 374 €      | 484 €                 | 760 €                 |
| 1 mes (seguido)     | 479 €      | 626 €                 | 983 €                 |

### Interrail Un País Pass (flexible durante un mes)
Nivel 1: Alemania, Francia, Italia (incl. ferry Italia-Grecia), Gran Bretaña
| Duración         | Menores de 26 | Mayores de 26, 2.ª clase | Mayores de 26, 1.ª clase |
| ---------------- | ------------- | ------------------------ | ------------------------ |
| 3 días en un mes | 144 €         | 212 €                    | 333 €                    |
| 4 días en un mes | 154 €         | 233 €                    | 366 €                    |
| 6 días en un mes | 196 €         | 297 €                    | 467 €                    |
| 8 días en un mes | 218 €         | 329 €                    | 517 €                    |

Nivel 2: Austria, España, Italia, Noruega (no disponible en 1ª clase), Suecia
| Duración         | Menores de 26 | Mayores de 26, 2.ª clase | Mayores de 26, 1.ª clase |
| ---------------- | ------------- | ------------------------ | ------------------------ |
| 3 días en un mes | 127 €         | 187 €                    | 294 €                    |
| 4 días en un mes | 149 €         | 212 €                    | 333 €                    |
| 6 días en un mes | 181 €         | 276 €                    | 434 €                    |
| 8 días en un mes | 212 €         | 321 €                    | 504 €                    |

Nivel 3: Benelux , Dinamarca, Finlandia, Grecia (incl. ferry Grecia - Italia), Irlanda (Irlanda e Irlanda del Norte), Suiza
| Duración         | Menores de 26 | Mayores de 26, 2.ª clase | Mayores de 26, 1.ª clase |
| ---------------- | ------------- | ------------------------ | ------------------------ |
| 3 días en un mes | 81 €          | 123 €                    | 194 €                    |
| 4 días en un mes | 101 €         | 155 €                    | 244 €                    |
| 6 días en un mes | 133 €         | 208 €                    | 327 €                    |
| 8 días en un mes | 165 €         | 251 €                    | 395 €                    |

Nivel 4: Croacia, Eslovaquia, Eslovenia, Grecia, Hungría, Polonia, Portugal, Rep. Checa, Rumanía
| Duración         | Menores de 26 | Mayores de 26, 2.ª clase | Mayores de 26, 1.ª clase |
| ---------------- | ------------- | ------------------------ | ------------------------ |
| 3 días en un mes | 53 €          | 80 €                     | 126 €                    |
| 4 días en un mes | 64 €          | 98 €                     | 154 €                    |
| 6 días en un mes | 86 €          | 131 €                    | 206 €                    |
| 8 días en un mes | 100 €         | 154 €                    | 242 €                    |

Nivel 5: Bulgaria, Macedonia del Norte, Serbia, Turquía
| Duración         | Menores de 26 | Mayores de 26, 2.ª clase | Mayores de 26, 1.ª clase |
| ---------------- | ------------- | ------------------------ | ------------------------ |
| 3 días en un mes | 38 €          | 58 €                     | 92 €                     |
| 4 días en un mes | 53 €          | 80 €                     | 126 €                    |
| 6 días en un mes | 75 €          | 110 €                    | 173 €                    |
| 8 días en un mes | 85 €          | 132 €                    | 208 €                    |

### Zonas antes de la reforma de 2007
Hasta abril de 2007 el InterRail se organizaba en zonas:
- Zona A: Reino Unido, Irlanda
- Zona B: Finlandia, Noruega, Suecia
- Zona C: Austria, Dinamarca, Alemania, Suiza
- Zona D: Bosnia-Herzegovina, Croacia, República Checa, Hungría, Polonia, Eslovaquia
- Zona E: Bélgica, Francia, Luxemburgo, Países Bajos
- Zona F: Marruecos, Portugal, España
- Zona G: Grecia, Italia, Eslovenia, Turquía
- Zona H: Bulgaria, Macedonia del Norte, Rumanía, Serbia y Montenegro

El precio del billete venía determinado por el número de zonas elegidas y la duración del viaje:
| Zonas y duración                | Menores de 12 | Entre 12 y 25 | Mayores de 25 |
| ------------------------------- | ------------- | ------------- | ------------- |
| 1 zona, 16 días                 | 143 €         | 195 €         | 286 €         |
| 2 zonas, 22 días                | 198 €         | 275 €         | 396 €         |
| Global (todas las zonas), 1 mes | 273 €         | 385 €         | 546 €         |

## Filosofía de viaje
El significado de Interrail ha trascendido el de un simple billete de tren, consistiendo no sólo en el abono que le da nombre, sino en todo un estilo de viaje. Debido a la total libertad de movimiento que da al usuario, se identifica con un tipo de viaje alejado del turismo al uso, con la improvisación y la aventura como características fundamentales. Así el InterRail es normalmente practicado por jóvenes mochileros, que pretenden recorrer Europa con un presupuesto limitado.

## Historia
- 1972: Se crea el Interrail, limitado a viajeros de hasta 21 años. Cubría 21 países: Austria, Bélgica, Dinamarca, Finlandia, Francia, Alemania Occidental, Grecia, Hungría, Irlanda, Italia, Luxemburgo, Países Bajos, Noruega, Polonia, Portugal, España, Suecia, Suiza, Reino Unido y Yugoslavia.
- 1976: La edad límite del bono se amplió de los 21 a los 23 años, con lo que más personas pudieron aprovecharse de Interrail.
- 1979: Se permitió comprar y usar Interrail a los viajeros de hasta 26 años.
- 1985: Nace la oferta “Interrail más Ferry” (conexión entre Italia y Grecia).
- 1990/1991: Después de la caída del Telón de Acero, la comunidad InterRail se expandió con nuevos países participantes de la Europa central y del Este.
- 1994: Surge una nueva oferta de InterRail con la creación de diferentes zonas. Había 7 propuestas:

Zona A: Gran Bretaña e Irlanda.
Zona B: Suecia, Noruega y Finlandia.
Zona C: Dinamarca, Alemania, Suiza y Austria.
Zona D: Polonia, República Checa, Eslovaquia, Hungría, Croacia, Bulgaria, Rumanía y Yugoslavia.
Zona E: Francia, Bélgica, Holanda y Luxemburgo.
Zona F: España, Portugal y Marruecos.
Zona G: Italia, Eslovenia, Grecia y Turquía.
Había 2 modalidades de Interrail: 15 días para 1 zona, y un mes para 2 zonas, 3 zonas o todas las zonas. Este mismo año, la Unión Internacional de Ferrocarriles y el Consejo de Europa crearon un Fondo de Solidaridad para la movilidad de la juventud. Este fondo fomenta la movilidad de los jóvenes desfavorecidos donando un euro por cada billete de Interrail vendido.
- 1998: La oferta de Interrail se amplió por encima de los 26 años, suprimiendo el límite de edad.

Se propusieron tres tipos de precio: para gente joven por debajo de los 26, para personas por encima de los 26 años, y para niños por debajo de los 12 años. Los países de la Europa del Este forman ahora 2 grupos:
D: Polonia, República Checa, Hungría, Croacia y Eslovaquia.
H: Bulgaria, Rumanía, Yugoslavia y Macedonia del Norte.
- 2001: La comunidad Interrail creó su propia web para ofrecer un acceso fácil y rápido a información actualizada sobre el InterRail.
- 2005: Un nuevo país se suma a la comunidad del Interrail, Bosnia-Herzegovina, en la Zona D. Son ya 30 los países participantes.
- 2007: A partir del 1 de abril, el grupo Eurail, nuevo dueño del Interrail, elimina las zonas del billete del InterRail y lo une con el billete EuroDominó. Además, crea unos nuevos pases por países, con diferentes precios según el país de destino y la duración del viaje.